# Mistrzostwa Europy w Lekkoatletyce 1962 – sztafeta 4 × 100 m kobiet
Sztafeta 4 × 100 metrów kobiet była jedną z konkurencji rozgrywanych podczas VII Mistrzostw Europy w Belgradzie. Biegi eliminacyjne zostały rozegrane 15 września, a bieg finałowy 16 września 1962 roku. Zwycięzcą tej konkurencji została sztafeta polska w składzie: Teresa Ciepły, Maria Piątkowska, Barbara Sobotta i Elżbieta Szyroka. W rywalizacji wzięły udział trzydzieści trzy zawodniczki z ośmiu reprezentacji.

## Rekordy
| Rekord świata     | Stany Zjednoczone · (Willye White, Ernestine Pollards, Vivianne Brown, Wilma Rudolph) | 44,3 | Moskwa, ZSRR       | 15.07.1961 |
| Rekord Europy     | ZSRR · (Wira Krepkina, Wałentyna Masłowska, Marija Itkina, Tatjana Szczełkanowa)      | 44,5 | Moskwa, ZSRR       | 15.07.1961 |
| Rekord mistrzostw | ZSRR · (Wira Krepkina, Linda Kepp, Nonna Polakowa, Wałentyna Masłowska)               | 45,3 | Sztokholm, Szwecja | 24.08.1958 |

## Wyniki

### Eliminacje
Bieg 1
| Miejsce | Reprezentacja   | Zawodniczki                                                        | Czas | Uwagi |
| ------- | --------------- | ------------------------------------------------------------------ | ---- | ----- |
| 1       | Polska          | Teresa Ciepły, Maria Piątkowska, Barbara Sobotta, Elżbieta Szyroka | 45,1 | Q CR  |
| 2       | Wielka Brytania | Ann Packer, Dorothy Hyman, Daphne Arden, Mary Rand                 | 45,4 | Q     |
| 3       | Włochy          | Donata Govoni, Daniela Spampani, Letizia Bertoni, Nadia Mecocci    | 46,6 | Q     |
| 4       | Francja         | Marlène Canguio, Renée Enjalbert, Claudette Actis, Denise Guénard  | 52,9 |       |

Bieg 2
| Miejsce | Reprezentacja | Zawodniczki                                                       | Czas | Uwagi |
| ------- | ------------- | ----------------------------------------------------------------- | ---- | ----- |
| 1       | Niemcy        | Renate Bronnsack, Maren Collin, Martha Pensberger, Jutta Heine    | 45,4 | Q     |
| 2       | ZSRR          | Ludmiła Motina, Wałentyna Masłowska, Marija Itkina, Galina Popowa | 45,5 | Q     |
| 3       | Jugosławia    | Olga Šikovec, Nađa Simić, Zdenka Leskovac, Draga Stamejčič        | 46,7 | Q     |
| 4       | Węgry         | Antónia Munkácsi, Erzsebet Heldt, Teréz Bata, Ida Such            | 47,1 |       |

### Finał
| Miejsce | Reprezentacja   | Zawodniczki                                                        | Czas | Uwagi |
| ------- | --------------- | ------------------------------------------------------------------ | ---- | ----- |
| 1       | Polska          | Teresa Ciepły, Maria Piątkowska, Barbara Sobotta, Elżbieta Szyroka | 44,5 | = CR  |
| 2       | Niemcy          | Erika Fisch, Maren Collin, Martha Pensberger, Jutta Heine          | 44,6 | NR    |
| 3       | Wielka Brytania | Ann Packer, Dorothy Hyman, Daphne Arden, Mary Rand                 | 44,9 | NR    |
| 4       | Jugosławia      | Olga Šikovec, Nađa Simić, Zdenka Leskovac, Draga Stamejčič         | 46,4 | NR    |
| –       | Włochy          | Donata Govoni, Daniela Spampani, Letizia Bertoni, Nadia Mecocci    | DQ   |       |
| –       | ZSRR            | Ludmiła Motina, Wałentyna Masłowska, Marija Itkina, Galina Popowa  | DQ   |       |